# Velika nagrada Pariza
Velika nagrada Pariza je bila avtomobilistična dirka, ki je med letoma 1939 in 1952 potekala v Parizu. Najuspešnejši dirkač na dirki je Jean-Pierre Wimille s štirimi zmagami, med moštvi pa Talbot-Lago, Alfa Romeo in Bugatti s po dvema zmagama.

## Zmagovalci
| Leto | Zmagovalec            | Moštvo      | Dirkališče       | Poročilo |
| ---- | --------------------- | ----------- | ---------------- | -------- |
| 1952 | Piero Taruffi         | Ferrari     | Montlhéry        | Poročilo |
| 1951 | Giuseppe Farina       | Maserati    | Bois de Boulogne | Poročilo |
| 1950 | Georges Grignard      | Talbot-Lago | Pariz            | Poročilo |
| 1949 | Philippe Étancelin    | Talbot-Lago | Montlhéry        | Poročilo |
| 1948 | Yves Giraud Cabantous | Talbot      | Montlhéry        | Poročilo |
| 1947 | Jean-Pierre Wimille   | Alfa Romeo  | Bois de Boulogne | Poročilo |
| 1946 | Jean-Pierre Wimille   | Alfa Romeo  | Bois de Boulogne | Poročilo |
| 1945 | Jean-Pierre Wimille   | Bugatti     | Bois de Boulogne | Poročilo |
| 1939 | Jean-Pierre Wimille   | Bugatti     | Montlhéry        | Poročilo |